# فاروپیلها
فاروپیلها (به پرتغالی: Farroupilha) یک شهرداری در برزیل است که در ریو گرانده جنوبی واقع شده‌است. فاروپیلها ۷۳٬۰۶۱ نفر جمعیت دارد.

## خواهرخوانده
شهر لاتینا خواهرخواندهٔ فاروپیلها هست.